# El Mor
El Mor es una entidad de población española del municipio de San Ferreol, perteneciente a la provincia de Gerona, en la comunidad autónoma de Cataluña.

## Toponimia
El lugar puede aparecer referido como «El Mor» y «Almor».

## Historia
Hacia mediados del siglo XIX, el lugar, por entonces con ayuntamiento propio, tenía contabilizada una población de veinte habitantes. Aparece descrito en el segundo volumen del Diccionario geográfico-estadístico-histórico de España y sus posesiones de Ultramar de Pascual Madoz con las siguientes palabras:

ALMOR: l. con ayunt. de la prov., adm. de rent. y dióc. de Gerona (4 leg.), part. jud. de Olot (2 1/3), aud. terr. y c. g. de Barcelona (22 1/2): sit. entre varios montes, y fuertemente combatido por los vientos del N. disfruta de clima saludable: lo forman 8 casas esparcidas por todo el térm.; tiene una fuente de buenas aguas, llamada Deusala, de la que se surten los vec. para beber y demas usos domésticos, y una igl. parr. bajo la advocacion de San Silvestre, cuya fiesta se celebra el dia 31 de diciembre. Consta el edificio de una nave con tres altares. La sirve un párroco. Confina el térm. por N. con el de Argelaguer, por el E. con el de Besalú, por S. con el de Toru, y por el O. con el de Lamiana. Le riega el r. Tuhínell, que baña el pueblo por la parte del S. Su terreno es de buena calidad á pesar de su aspereza, y comprende la jurisd. 58 cuarteras de tierra, de las cuales hay 49 en cultivo, y son, cuatro cuarteras ricas, fuertes y de 1.ª clase; nueve de 2.ª, y 36 que pueden computarse como de 3.ª: la mejor tierra se destina para trigo, maiz, fajol, legumbres, hortaliza y frutas: las segundas á avena y centeno, y la tercera á cebada y espelta: el prod. de todas ellas un año con otro puede calcularse en 4 por 1 de sembradura. Hay tambien 160 cuarteradas de tierra de bosque y monte: sus caminos estan reducidos á los de pueblo á pueblo, todos en muy mal estado. La correspondencia se recibe los domingos, mártes y viérnes. Prod. lo referido anteriormente, y ganado lanar ordinario, cabrio, mular, vacuno, asnal y de cerda: Pobl. 6 vec., 20 alm. Cap. prod. 210,400. Cap. imp. 5,260. contr. por todos conceptos 666 rs. 4 mrs.: el presupuesto municipal asciende á 106 rs., y se cubre por repartimiento vecinal.
(Madoz, 1845, p. 173)

En torno a 1857, el municipio desapareció y El Mor pasó a formar parte de Besalú. En la actualidad, pertenece al municipio de San Ferreol. En 2022, no tenía empadronado ningún habitante.